# Szabadbattyán
Szabadbattyán là một làng thuộc hạt Fejér, Hungary. Làng này có diện tích 33,66 km², dân số năm 2010 là 4552 người, mật độ 135 người/km².